# Севастия Антонова
Севастия Антонова е българска учителка от Македония.

## Биография
Родена е в централномакедонския български град Велес. Учи в Стара Загора и Габрово. Започва работа като учителка и преподава в родния си Велес. От 1872 година преподава в Прилеп.